# Bécsi hajó
A bécsi hajó egy Pest-Buda illetve Budapest és Bécs között közlekedő hajójárat volt, amit 1831-ben indítottak el, és több mint egy évszázadig működött. Az MFTR ezen a járaton a legnagyobb, kétkéményes hajóit közlekedtette. A járat az Eötvös tértől indult, általában késő délután, és másnap reggel érkezett meg Bécsbe, a Reichsbrückéhez. Visszafelé reggel indult, és a késő esti órákban érkezett.